# Mäe-Suhka
Mäe-Suhka – wieś w Estonii, w prowincji Võru, w gminie Haanja.